# Boosty
Boosty是由Mail.ru团队（现属VK公司）创建并归 CEBC B.V. 所有的内容订阅会员服务。该平台支持银行卡（Visa、万事达、中国银联和俄罗斯Mir）及PayPal支付。
由于俄罗斯联邦通信、信息技术和大众传媒监督局封锁了Patreon平台并暂停在OnlyFans上为来自俄罗斯的内容作者的帐户提供服务，因此boosty在2022年受到了俄罗斯创作者的极大欢迎。

## 历史
据筹款提醒的开发者称，他们从某个时候开始注意到：除了主播之外，还有其他收集捐款的创作者都在使用该服务。因此，他们产生了创建一项服务的想法：该服务允许来自完全不同行业的作者通过他们的作品获利。因此，该服务最初是作为筹款提醒的子项目而创建的；经过三个月的开发网站的第一个版本出现了。Boosty于2019年5月22日推出。
2020年10月起，允许购买个人帖子，在此之前只能订阅创作者。
2022年2月上旬，Boosty将新用户的手续费提高到10%。对于2022年2月之前注册的用户，手续费仍为7%。
2022年2月11日，付费用户直播投入使用。
2022年3月，自万事达卡、威士（Visa）和Paypal停止在俄罗斯服务之后，无法支付订阅外国服务，加上Patreon在俄罗斯被屏蔽、俄罗斯境内向OnlyFans的帐户服务被终止，Boosty获得了很多人气。
2022年3月14日起，Boosty的管理部门完全取消了1个月的手续费。
2023年3月17日，推出了安卓应用程序的测试版。在移动端app的1.3版本中，支持搜索特定的创作者（RSS）。

## 商业模式
在网站上创建个人博客的内容创作者最多可以设置4个订阅会员等级，各等级间费用不同、按月计费；用户则可以随时终止订阅。
通常来讲，创作者会根据会员等级向订阅者提供福利（例如：解锁独家内容、幕后制作花絮等）。内容创作者可以设置他们的页面，以便用户为他们发布的每个作品付费。除了订阅会员和付费帖子模式之外，该平台还有一个目标系统：创作者可以设置一个带有金额指示的进度条以显示目标完成情况。
关注创作者不需要成为付费者，但在这种情况下，用户只能阅读和评论免费内容。此外，创作者还可以为帖子设置预告片，用户需要成为订阅会员或购买付费帖子才能访问这些内容。
作者每月获利金额：卢布卡不能超过150万卢布；威士（Visa）卡不能超过20万美元；万事达卡不能超过5万美元；卢布卡或货币卡单笔转账金额不能低于150卢布或10美元，也不能高于10万卢布或2000美元。在付费订阅中，Boosty保留10%作为手续费，最多可收取2.7%的交易费用——因此，作者最多可获得转账款项的90%。

## 批评
vc.ru的编辑曾评论道：Boosty与Patreon的可用性和功能类似，且有一些缺点：缺少单独生成的聚合内容（RSS）提要、无法按需或在特定日期提现、无法生成短链接。
此外，许多用户注意到网站有手续费高、技术支持差、无法搜索（包括作者）以及收取“非活跃状态”费用等问题。